# 2011-es Formula–1 német nagydíj
A német nagydíj volt a 2011-es Formula–1 világbajnokság tizedik futama, 2011. július 22. és július 24. között rendezték meg a németországi Nürburgringen.

## Szabadedzések

### Első szabadedzés
A német nagydíj első szabadedzését július 22-én, pénteken délelőtt tartották.
| Helyezés | Versenyző          | Csapat/Motor         | Elért idő | Különbség | Futott kör |
| -------- | ------------------ | -------------------- | --------- | --------- | ---------- |
| 1        | Fernando Alonso    | Ferrari              | 1:31,894  | −         | 30         |
| 2        | Mark Webber        | Red Bull-Renault     | 1:32,217  | +0,323    | 24         |
| 3        | Sebastian Vettel   | Red Bull-Renault     | 1:32,268  | +0,374    | 27         |
| 4        | Felipe Massa       | Ferrari              | 1:32,681  | +0,787    | 23         |
| 5        | Lewis Hamilton     | McLaren-Mercedes     | 1:32,996  | +1,102    | 18         |
| 6        | Jenson Button      | McLaren-Mercedes     | 1:33,628  | +1,734    | 22         |
| 7        | Nico Rosberg       | Mercedes             | 1:33,787  | +1,893    | 33         |
| 8        | Adrian Sutil       | Force India-Mercedes | 1:33,832  | +1,938    | 27         |
| 9        | Nico Hülkenberg    | Force India-Mercedes | 1:33,858  | +1,964    | 26         |
| 10       | Michael Schumacher | Mercedes             | 1:33,863  | +1,969    | 31         |
| 11       | Vitalij Petrov     | Renault              | 1:34,094  | +2,200    | 22         |
| 12       | Jaime Alguersuari  | Toro Rosso-Ferrari   | 1:35,115  | +3,221    | 23         |
| 13       | Sébastien Buemi    | Toro Rosso-Ferrari   | 1:35,371  | +3,477    | 20         |
| 14       | Rubens Barrichello | Williams-Cosworth    | 1:35,389  | +3,495    | 24         |
| 15       | Nick Heidfeld      | Renault              | 1:35,444  | +3,550    | 22         |
| 16       | Sergio Pérez       | Sauber-Ferrari       | 1:36,371  | +4,477    | 22         |
| 17       | Heikki Kovalainen  | Lotus-Renault        | 1:36,392  | +4,498    | 29         |
| 18       | Pastor Maldonado   | Williams-Cosworth    | 1:36,842  | +4,948    | 29         |
| 19       | Kobajasi Kamui     | Sauber-Ferrari       | 1:36,882  | +4,988    | 27         |
| 20       | Narain Karthikeyan | HRT-Cosworth         | 1:38,504  | +6,610    | 22         |
| 21       | Karun Chandhok     | Lotus-Renault        | 1:38,765  | +6,871    | 19         |
| 22       | Daniel Ricciardo   | HRT-Cosworth         | 1:39,279  | +7,385    | 24         |
| 23       | Timo Glock         | Virgin-Cosworth      | 1:40,109  | +8,215    | 23         |
| 24       | Jérôme d’Ambrosio  | Virgin-Cosworth      | 1:40,428  | +8,534    | 22         |

### Második szabadedzés
A német nagydíj pénteki második szabadedzését július 22-én, pénteken délután tartották.
| Helyezés | Versenyző          | Csapat/Motor         | Elért idő  | Különbség | Futott kör |
| -------- | ------------------ | -------------------- | ---------- | --------- | ---------- |
| 1        | Mark Webber        | Red Bull-Renault     | 1:31,711   | −         | 34         |
| 2        | Fernando Alonso    | Ferrari              | 1:31,879   | +0,168    | 38         |
| 3        | Sebastian Vettel   | Red Bull-Renault     | 1:32,084   | +0,373    | 28         |
| 4        | Felipe Massa       | Ferrari              | 1:32,354   | +0,643    | 36         |
| 5        | Michael Schumacher | Mercedes             | 1:32,411   | +0,700    | 31         |
| 6        | Nico Rosberg       | Mercedes             | 1:32,557   | +0,846    | 32         |
| 7        | Lewis Hamilton     | McLaren-Mercedes     | 1:32,724   | +1,013    | 28         |
| 8        | Nick Heidfeld      | Renault              | 1:33,098   | +1,387    | 17         |
| 9        | Vitalij Petrov     | Renault              | 1:33,138   | +1,427    | 22         |
| 10       | Adrian Sutil       | Force India-Mercedes | 1:33,211   | +1,500    | 34         |
| 11       | Jenson Button      | McLaren-Mercedes     | 1:33,225   | +1,514    | 17         |
| 12       | Paul di Resta      | Force India-Mercedes | 1:33,299   | +1,588    | 34         |
| 13       | Sergio Pérez       | Sauber-Ferrari       | 1:34,113   | +2,402    | 34         |
| 14       | Rubens Barrichello | Williams-Cosworth    | 1:34,344   | +2,633    | 34         |
| 15       | Jaime Alguersuari  | Toro Rosso-Ferrari   | 1:34,487   | +2,776    | 37         |
| 16       | Kobajasi Kamui     | Sauber-Ferrari       | 1:34,491   | +2,780    | 35         |
| 17       | Pastor Maldonado   | Williams-Cosworth    | 1:34,996   | +3,285    | 35         |
| 18       | Heikki Kovalainen  | Lotus-Renault        | 1:35,753   | +4,042    | 42         |
| 19       | Timo Glock         | Virgin-Cosworth      | 1:36,940   | +5,229    | 32         |
| 20       | Karun Chandhok     | Lotus-Renault        | 1:37,248   | +5,537    | 33         |
| 21       | Jérôme d’Ambrosio  | Virgin-Cosworth      | 1:37,313   | +5,602    | 33         |
| 22       | Vitantonio Liuzzi  | HRT-Cosworth         | 1:38,145   | +6,434    | 31         |
| 23       | Daniel Ricciardo   | HRT-Cosworth         | 1:40,737   | +9,026    | 5          |
| 24       | Sébastien Buemi    | Toro Rosso-Ferrari   | idő nélkül |           | 3          |

### Harmadik szabadedzés
A német nagydíj harmadik szabadedzését július 23-án, szombat délelőtt tartották.
| Helyezés | Versenyző          | Csapat/Motor         | Elért idő | Különbség | Futott kör |
| -------- | ------------------ | -------------------- | --------- | --------- | ---------- |
| 1        | Sebastian Vettel   | Red Bull-Renault     | 1:30,916  | −         | 15         |
| 2        | Mark Webber        | Red Bull-Renault     | 1:31,049  | + 0,133   | 16         |
| 3        | Fernando Alonso    | Ferrari              | 1:31,138  | + 0,222   | 12         |
| 4        | Lewis Hamilton     | McLaren-Mercedes     | 1:31,578  | + 0,662   | 13         |
| 5        | Jenson Button      | McLaren-Mercedes     | 1:31,623  | + 0,707   | 14         |
| 6        | Nico Rosberg       | Mercedes             | 1:31,694  | + 0,778   | 19         |
| 7        | Felipe Massa       | Ferrari              | 1:32,144  | +1,228    | 13         |
| 8        | Adrian Sutil       | Force India-Mercedes | 1:32,391  | +1,475    | 20         |
| 9        | Michael Schumacher | Mercedes             | 1:32,523  | +1,607    | 16         |
| 10       | Pastor Maldonado   | Williams-Cosworth    | 1:32,751  | +1,835    | 18         |
| 11       | Vitalij Petrov     | Renault              | 1:32,777  | +1,861    | 18         |
| 12       | Paul di Resta      | Force India-Mercedes | 1:32,813  | +1,897    | 21         |
| 13       | Nick Heidfeld      | Renault              | 1:33,072  | +2,156    | 18         |
| 14       | Rubens Barrichello | Williams-Cosworth    | 1:33,179  | +2,263    | 17         |
| 15       | Sergio Pérez       | Sauber-Ferrari       | 1:33,531  | +2,615    | 20         |
| 16       | Kobajasi Kamui     | Sauber-Ferrari       | 1:33,671  | +2,755    | 20         |
| 17       | Sébastien Buemi    | Toro Rosso-Ferrari   | 1:33,948  | +3,032    | 21         |
| 18       | Jaime Alguersuari  | Toro Rosso-Ferrari   | 1:34,125  | +3,209    | 19         |
| 19       | Heikki Kovalainen  | Lotus-Renault        | 1:35,385  | +4,469    | 13         |
| 20       | Timo Glock         | Virgin-Cosworth      | 1:36,724  | +5,808    | 21         |
| 21       | Vitantonio Liuzzi  | HRT-Cosworth         | 1:36,804  | +5,888    | 23         |
| 22       | Jérôme d’Ambrosio  | Virgin-Cosworth      | 1:36,894  | +5,978    | 23         |
| 23       | Karun Chandhok     | Lotus-Renault        | 1:36,959  | +6,043    | 18         |
| 24       | Daniel Ricciardo   | HRT-Cosworth         | 1:37,554  | +6,638    | 22         |

## Időmérő edzés
A német nagydíj időmérő edzését július 23-án, szombaton tartották.
| 1                     | Mark Webber          | Red Bull-Renault     | 1:33,096 | 1:31,311 | 1:30,079 |
| 2                     | Lewis Hamilton       | McLaren-Mercedes     | 1:32,934 | 1:30,998 | 1:30,134 |
| 3                     | Sebastian Vettel     | Red Bull-Renault     | 1:32,973 | 1:31,017 | 1:30,216 |
| 4                     | Fernando Alonso      | Ferrari              | 1:32,916 | 1:31,150 | 1:30,442 |
| 5                     | Felipe Massa         | Ferrari              | 1:31,826 | 1:31,582 | 1:30,910 |
| 6                     | Nico Rosberg         | Mercedes             | 1:32,785 | 1:31,343 | 1:31,263 |
| 7                     | Jenson Button        | McLaren-Mercedes     | 1:33,224 | 1:31,532 | 1:31,288 |
| 8                     | Adrian Sutil         | Force India-Mercedes | 1:32,286 | 1:31,809 | 1:32,010 |
| 9                     | Vitalij Petrov       | Renault              | 1:33,187 | 1:31,985 | 1:32,187 |
| 10                    | Michael Schumacher   | Mercedes             | 1:32,603 | 1:32,180 | 1:32,482 |
| 11                    | Nick Heidfeld        | Renault              | 1:32,505 | 1:32,215 |          |
| 12                    | Paul di Resta        | Force India-Mercedes | 1:32,651 | 1:32,560 |          |
| 13                    | Pastor Maldonado     | Williams-Cosworth    | 1:33,003 | 1:32,635 |          |
| 14                    | Rubens Barrichello   | Williams-Cosworth    | 1:33,664 | 1:33,043 |          |
| 15                    | Sergio Pérez         | Sauber-Ferrari       | 1:33,295 | 1:33,176 |          |
| 16                    | Sébastien Buemi *    | Toro Rosso-Ferrari   | 1:33,635 | 1:33,546 |          |
| 17                    | Jaime Alguersuari    | Toro Rosso-Ferrari   | 1:33,658 | 1:33,698 |          |
| 18                    | Kobajasi Kamui       | Sauber-Ferrari       | 1:33,786 |          |          |
| 19                    | Heikki Kovalainen    | Lotus-Renault        | 1:35,599 |          |          |
| 20                    | Timo Glock           | Virgin-Cosworth      | 1:36,400 |          |          |
| 21                    | Karun Chandhok       | Lotus-Renault        | 1:36,422 |          |          |
| 22                    | Jérôme d’Ambrosio    | Virgin-Cosworth      | 1:36,641 |          |          |
| 23                    | Vitantonio Liuzzi ** | HRT-Cosworth         | 1:37,011 |          |          |
| 24                    | Daniel Ricciardo     | HRT-Cosworth         | 1:37,036 |          |          |
| 107%-os idő: 1:38,254 |                      |                      |          |          |          |

* Kizárták Sébastien Buemit a német nagydíj időmérőjéről, mivel az autójának tankjából vett üzemanyagminta nem felelt meg az FIA előírásainak.

** Liuzzi öthelyes rajtbüntetést kapott váltócsere miatt.

## Futam
A német nagydíj futamát július 24-én, vasárnap futották.
| helyezés | rajtszám | versenyző          | csapat/motor         | futott kör | idő/kiesés oka | rajthely | pont |
| -------- | -------- | ------------------ | -------------------- | ---------- | -------------- | -------- | ---- |
| 1        | 3        | Lewis Hamilton     | McLaren-Mercedes     | 60         | 1:37:30,344    | 2        | 25   |
| 2        | 5        | Fernando Alonso    | Ferrari              | 60         | +3,980         | 4        | 18   |
| 3        | 2        | Mark Webber        | Red Bull-Renault     | 60         | +9,788         | 1        | 15   |
| 4        | 1        | Sebastian Vettel   | Red Bull-Renault     | 60         | +47,921        | 3        | 12   |
| 5        | 6        | Felipe Massa       | Ferrari              | 60         | +52,252        | 5        | 10   |
| 6        | 14       | Adrian Sutil       | Force India-Mercedes | 60         | +1:26,208      | 8        | 8    |
| 7        | 8        | Nico Rosberg       | Mercedes             | 59         | +1 kör         | 6        | 6    |
| 8        | 7        | Michael Schumacher | Mercedes             | 59         | +1 kör         | 10       | 4    |
| 9        | 16       | Kobajasi Kamui     | Sauber-Ferrari       | 59         | +1 kör         | 17       | 2    |
| 10       | 10       | Vitalij Petrov     | Renault              | 59         | +1 kör         | 9        | 1    |
| 11       | 17       | Sergio Pérez       | Sauber-Ferrari       | 59         | +1 kör         | 15       |      |
| 12       | 19       | Jaime Alguersuari  | Toro Rosso-Ferrari   | 59         | +1 kör         | 16       |      |
| 13       | 15       | Paul di Resta      | Force India-Mercedes | 59         | +1 kör         | 12       |      |
| 14       | 12       | Pastor Maldonado   | Williams-Cosworth    | 59         | +1 kör         | 13       |      |
| 15       | 18       | Sébastien Buemi    | Toro Rosso-Ferrari   | 59         | +1 kör         | 24       |      |
| 16       | 20       | Heikki Kovalainen  | Lotus-Renault        | 58         | +2 kör         | 18       |      |
| 17       | 24       | Timo Glock         | Virgin-Cosworth      | 57         | +3 kör         | 19       |      |
| 18       | 25       | Jérôme d’Ambrosio  | Virgin-Cosworth      | 57         | +3 kör         | 21       |      |
| 19       | 22       | Daniel Ricciardo   | HRT-Cosworth         | 57         | +3 kör         | 22       |      |
| 20       | 21       | Karun Chandhok     | Lotus-Renault        | 56         | +4 kör         | 20       |      |
| ki       | 23       | Vitantonio Liuzzi  | HRT-Cosworth         | 37         | elektronika    | 23       |      |
| ki       | 4        | Jenson Button      | McLaren-Mercedes     | 35         | hidraulika     | 7        |      |
| ki       | 11       | Rubens Barrichello | Williams-Cosworth    | 16         | olajszivárgás  | 14       |      |
| ki       | 9        | Nick Heidfeld      | Renault              | 9          | baleset        | 11       |      |

## A világbajnokság élmezőnyének állása a verseny után
| H   | Versenyzők         | Pont | H   | Konstruktőrök        | Pont |
| --- | ------------------ | ---- | --- | -------------------- | ---- |
| 1.  | Sebastian Vettel   | 216  | 1.  | Red Bull-Renault     | 355  |
| 2.  | Mark Webber        | 139  | 2.  | McLaren-Mercedes     | 243  |
| 3.  | Lewis Hamilton     | 134  | 3.  | Ferrari              | 192  |
| 4.  | Fernando Alonso    | 130  | 4.  | Mercedes GP          | 78   |
| 5.  | Jenson Button      | 109  | 5.  | Renault              | 66   |
| 6.  | Felipe Massa       | 62   | 6.  | Sauber-Ferrari       | 35   |
| 7.  | Nico Rosberg       | 46   | 7.  | Force India-Mercedes | 20   |
| 8.  | Nick Heidfeld      | 34   | 8.  | Toro Rosso-Ferrari   | 17   |
| 9.  | Vitalij Petrov     | 32   | 9.  | Williams-Cosworth    | 4    |
| 10. | Michael Schumacher | 32   | 10. | Lotus-Renault        | 0    |

(A teljes táblázat)

## Statisztikák
Vezető helyen:
- Lewis Hamilton : 38 kör (1-11 / 13-16 / 30 / 33-50 / 57-60 )
- Mark Webber : 17 kör (12 / 17-29 / 54-56 )
- Fernando Alonso : 5 kör (31-32 / 51-53 )

Lewis Hamilton 16. győzelme, 10. leggyorsabb köre, Mark Webber 9. pole pozíciója.
- McLaren 172. győzelme.